# Glory Alozie
Glory Alozie Oluchi (sinh ngày 30 tháng 12 năm 1977 tại Amator, Abia State) là một vận động viên điền kinh và điền kinh người Tây Ban Nha gốc Nigeria thi đấu chủ yếu trong môn vượt rào.
Tay đua thứ hai thế giới từ năm 1996, cô tiếp tục có một sự nghiệp cấp cao thành công, mặc dù cô chưa bao giờ chiến thắng một sự kiện quốc tế toàn cầu (đứng thứ hai trong năm lần). Trong khi đại diện cho Nigeria, cô đã trở thành nhà vô địch châu Phi hai lần và cô vẫn giữ kỷ lục châu Phi và kỷ lục Khối thịnh vượng ở những chướng ngại vật 100 mét.
Vào ngày 6 tháng 7 năm 2001, cô chính thức trở thành công dân Tây Ban Nha và cô đã giành huy chương vàng tại Giải vô địch điền kinh châu Âu năm 2002 sau đó.

## Tốt nhất cá nhân
| Biến cố        | Thời gian | Ngày                    | Địa điểm               |
| -------------- | --------- | ----------------------- | ---------------------- |
| 100 m          | 10,90     | Ngày 6 tháng 5 năm 1999 | La Laguna, Tây Ban Nha |
| 200 m          | 23,09     | 14 tháng 7 năm 2001     | La Laguna, Tây Ban Nha |
| Vượt rào 100 m | 12,44     | Ngày 8 tháng 8 năm 1998 | Monaco                 |

## Giải đấu quốc tế
| Năm                      | Giải đấu                      | Địa điểm                   | Thứ hạng             | Nội dung             | Chú thích              |
| Representing Nigeria     | Representing Nigeria          | Representing Nigeria       | Representing Nigeria | Representing Nigeria | Representing Nigeria   |
| ------------------------ | ----------------------------- | -------------------------- | -------------------- | -------------------- | ---------------------- |
| 1995                     | African Junior Championships  | Bouaké, Ivory Coast        | 2nd                  | 100 m hurdles        | 14.21                  |
| 1996                     | World Junior Championships    | Sydney, Australia          | 2nd                  | 100 m hurdles        | 13.30 (wind: +0.7 m/s) |
| 1996                     | African Championships         | Yaoundé, Cameroon          | 1st                  | 100 m hurdles        | 13.62                  |
| 1998                     | Grand Prix Final              | Moscow, Russia             | 3rd                  | 100 m hurdles        | 12.72                  |
| 1998                     | African Championships         | Dakar, Senegal             | 1st                  | 100 m hurdles        | 12.77                  |
| 1999                     | World Indoor Championships    | Maebashi, Japan            | 2nd                  | 60 m hurdles         | 7.87                   |
| 1999                     | World Championships           | Sevilla, Spain             | 2nd                  | 100 m hurdles        | 12.44                  |
| 2000                     | Olympic Games                 | Sydney, Australia          | 2nd                  | 100 m hurdles        | 12.68                  |
| 2000                     | Grand Prix Final              | Doha, Qatar                | 2nd                  | 100 m hurdles        | 12.94                  |
| Representing Tây Ban Nha |                               |                            |                      |                      |                        |
| 2002                     | World Cup                     | Madrid, Spain              | 3rd                  | 100 m hurdles        | 12.95                  |
| 2002                     | World Cup                     | Madrid, Spain              | 4th                  | 100 m                | 11.28                  |
| 2002                     | European Championships        | Munich, Germany            | 1st                  | 100 m hurdles        | 12.73                  |
| 2002                     | European Championships        | Munich, Germany            | 4th                  | 100 m                | 11.32                  |
| 2002                     | Grand Prix Final              | Paris, France              | 4th                  | 100 m hurdles        | 12.65                  |
| 2003                     | World Indoor Championships    | Birmingham, United Kingdom | 2nd                  | 60 m hurdles         | 7.90                   |
| 2003                     | European Indoor Cup           | Leipzig, Germany           | 1st                  | 60 m hurdles         | 7.94                   |
| 2003                     | World Athletics Final         | Monaco                     | 2nd                  | 100 m hurdles        | 12.66                  |
| 2003                     | World Championships           | Paris Saint-Denis, France  | 4th                  | 100 m hurdles        | 12.75                  |
| 2003                     | European Cup                  | Florence, Italy            | 3rd                  | 100 m                | 11.29                  |
| 2003                     | European Cup                  | Florence, Italy            | 1st                  | 100 m hurdles        | 12.86                  |
| 2004                     | European Indoor Cup           | Leipzig, Germany           | 2nd                  | 60 m hurdles         | 7.99                   |
| 2004                     | World Athletics Final         | Monaco                     | 4th                  | 100 m hurdles        | 12.69                  |
| 2005                     | European Indoor Championships | Madrid, Spain              | 4th                  | 60 m hurdles         | 8.00                   |
| 2005                     | World Athletics Final         | Monaco                     | 5th                  | 100 m hurdles        | 12.76                  |
| 2005                     | European Cup First League (A) | Gävle, Sweden              | 2nd                  | 100 m hurdles        | 13.18                  |
| 2005                     | European Cup First League (A) | Gävle, Sweden              | 1st                  | 100 m                | 11.53                  |
| 2005                     | Mediterranean Games           | Almería, Spain             | 1st                  | 100 m hurdles        | 12.90                  |
| 2006                     | World Indoor Championships    | Moskva, Russia             | 2nd                  | 60 m hurdles         | 7.86                   |
| 2006                     | European Championships        | Gothenburg, Sweden         | 4th                  | 100 m hurdles        | 12.86                  |
| 2009                     | Mediterranean Games           | Pescara, Italy             | 4th                  | 100 m hurdles        | 13.42                  |